# Blepharandra hypoleuca
Blepharandra hypoleuca är en tvåhjärtbladig växtart som först beskrevs av George Bentham, och fick sitt nu gällande namn av August Heinrich Rudolf Grisebach. Blepharandra hypoleuca ingår i släktet Blepharandra och familjen Malpighiaceae. Inga underarter finns listade i Catalogue of Life.